# Dunkin' Donuts
Dunkin' Donuts, também conhecida como Dunkin' ou simplesmente DD, é uma empresa multinacional norte-americana especializada na venda de rosquinhas e café, com sede em Canton, Massachusetts.  Foi fundada em 1950 por William Rosenberg em Quincy, Massachusetts. Seu logotipo possui dois "D", um ao lado do outro em laranja e em rosa-quente.
A empresa concorre principalmente com a Starbucks, como mais da metade de negócios da empresa é de vendas de café, e com a Krispy Kreme para as vendas de roscas.

## História

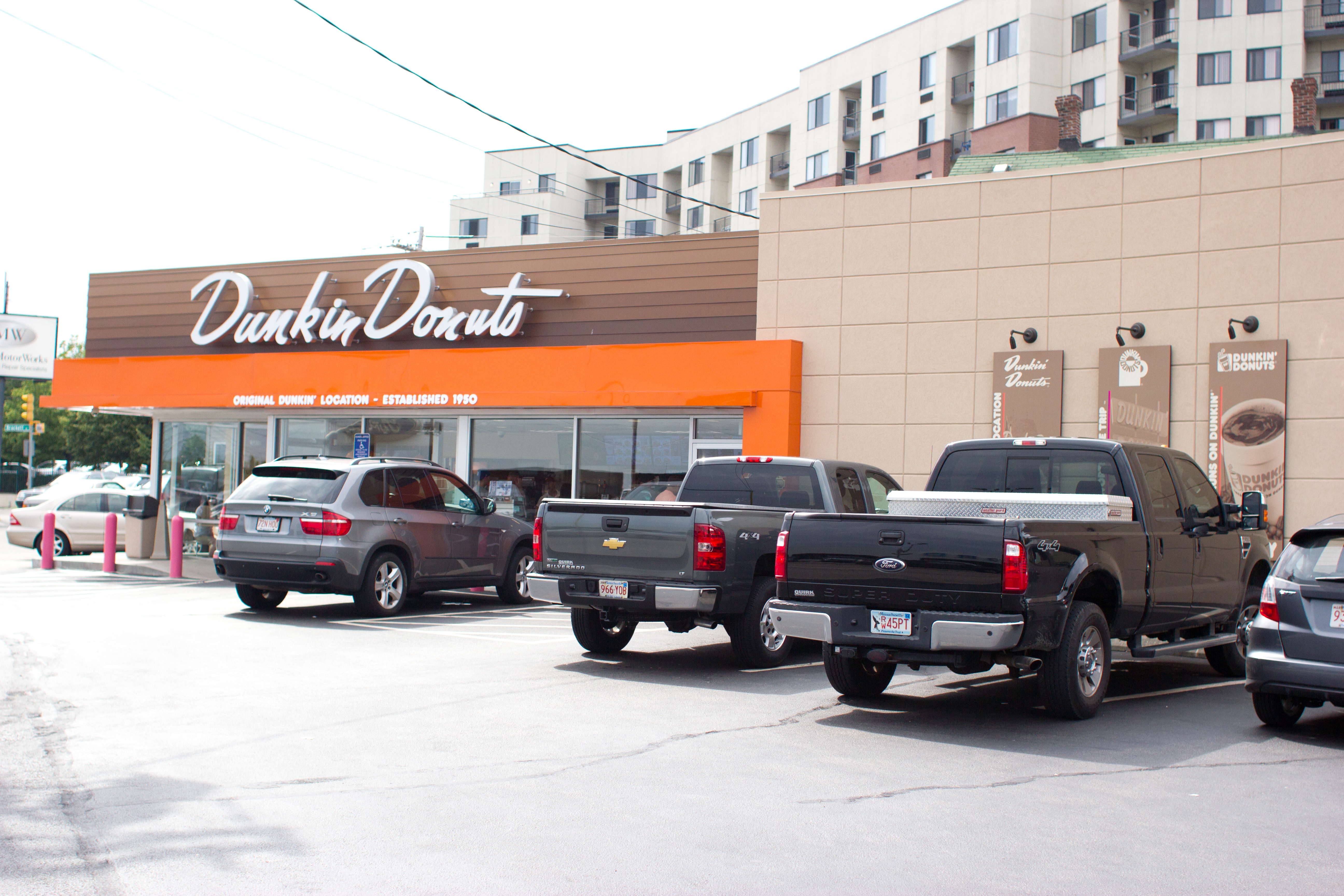
A primeira loja Dunkin' Dounuts em Quincy, Massachusetts, depois da renovação em 2000s.

Em 1948, William Rosenberg e Stephen So, abriram o primeiro restaurante, Open Kettle, em Quincy, Massachusetts antes de renomeá-lo para Dunkin' Donuts em 1950.
Em 2004, a sede da empresa foi transferida para Canton. No ano seguinte, Stan Frankenthaler foi nomeado quatro vezes no James Beard Foundation Award sendo o primeiro Chef Executivo/Diretor de Desenvolvimento de Culinária.
Em 2008, a Dunkin' Donuts abriu sua primeira loja "verde" em São Petersburgo, na Flórida. O restaurante está é Leadership in Energy and Environmental Design (Liderança em Energia e Design Ambiental; LEED) e inclui programas como a vermicompostagem (quem "vai comer o lixo produzido pela loja, como borra de café e produtos de papel converte em adubo para locais fazendas e jardins"), encanamentos de água eficientes, e o uso de água de poço em vez de água potável para todas as irrigações. Em 10 de dezembro de 2008, Nigel Travis foi nomeado presidente-executivo da Dunkin’ Brands. Ele também assumiu o papel de presidente da Dunkin’ Donuts no final de 2009.
Em 2010, as vendas de todo o sistema mundial da Dunkin' Donuts foram de US$ 6 bilhões. Em 2011, a Dunkin' Donuts ganhou a primeira posição no ranking de fidelidade do cliente na categoria de café pela Brand Keys, pelo quinto ano consecutivo.

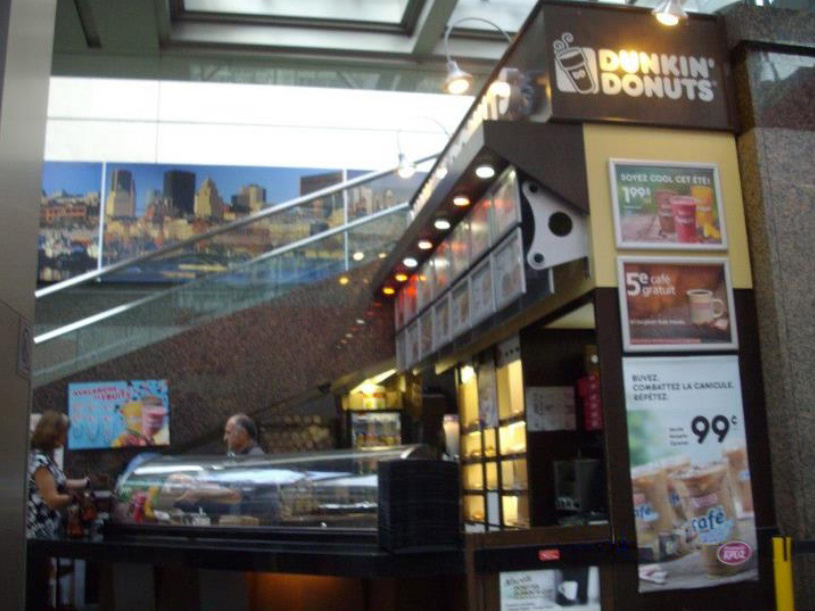
Um dos últimos locais remanescentes da Dunkin' Donuts em Montreal (CA) no Place Ville-Marie.

Em abril de 2012, a Dunkin' Donuts mudou os seus produtos de bebidas para a The Coca-Cola Company tendo servido produtos da PepsiCo em resposta a rivais semelhantes com produtos da PepsiCo expansão nos Estados Unidos em 2011. A única exceção foi o Gatorade da PepsiCo. Locais em Canadá não foram afetados pela mudança, apesar da loja em Montreal Eaton Centre, em Montreal servir Nestea, juntamente com a maioria dos produtos da empresa.
Dunkin 'Donuts, juntamente com Baskin-Robbins, são co-proprietárias da Dunkin' Brands Inc. (conhecida como Allied Domecq Quick Service Restaurants, (Serviços de Restaurantes Allied Domecq) quando fazia parte da Allied Domecq). A Dunkin' Brands usou a própria rede Togo's, mas a vendeu no final de 2007 a uma private equity. A Dunkin' Brands foi detida pela empresa francesa de bebidas Pernod Ricard após ter comprado a Allied Domecq. Eles chegaram a um acordo em dezembro de 2005 para vender a marca para um consórcio de três empresas private equity, Bain Capital Partners, Carlyle Group e Thomas H. Lee Partners.
As maiores concorrentes da empresa incluem Krispy Kreme e a Starbucks, e pequenas lojas de rosquinhas de propriedade local. No Canadá e em partes do norte dos Estados Unidos, a Tim Hortons é uma grande concorrente. Na Colômbia, a Donut Factory tinha sido o seu rival local, e a Dunkin' adaptou a sua seleção de rosca aos gostos locais. A Mister Donut tinha sido o seu maior concorrente nos Estados Unidos, antes da empresa ser comprada pela empresa-mãe da Dunkin' Donuts. As lojas The Mister Donut foram rebatizadas como Dunkin 'Donuts. A Dunkin controla os direitos da marca para Mister Donut através de diversos registros da marca mais velhos e novos, alterados na USPTO.

## Produtos

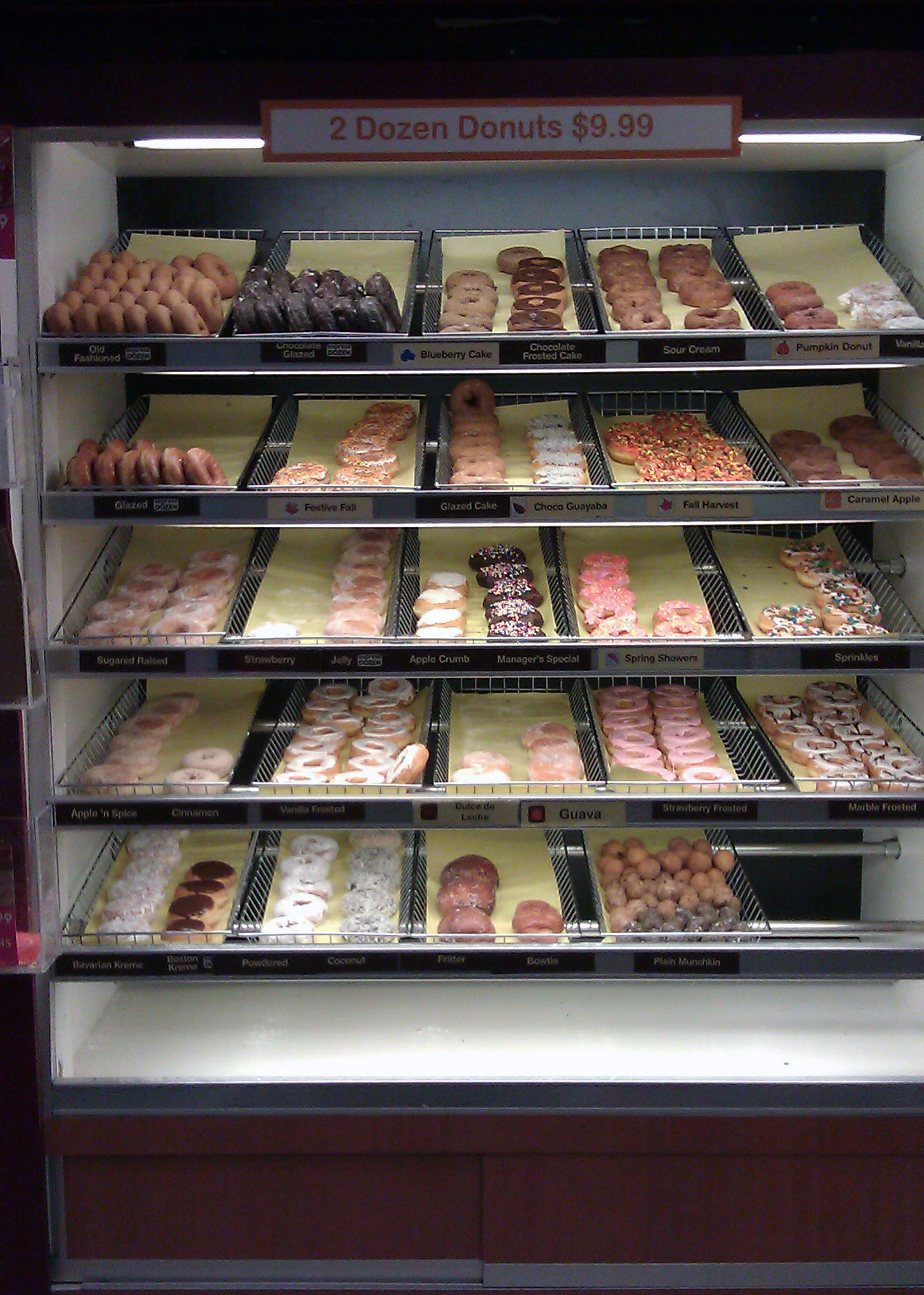
Uma exposição de rosquinhas da Dunkin' Donuts em uma franquia.

A Dunkin' Donuts tem mais de 1.000 variedades de roscas, juntamente com outros produtos.
- Bebidas quentes
  - Café a granel
  - Cappuccino
  - Dunkaccino
  - Expresso
  - Chocolate quente
  - Café quente
  - Chá quente
  - Café com leite
  - Baunilha Chai
- Bebidas geladas
  - Café gelado
  - Café com leite gelado
  - Chá gelado
- Bebidas congeladas
  - Coolatta
  - Café congelado
- Produtos de padaria
  - Bagels
  - Bolinhos
  - Pão de Viena
  - Rosquinhas
  - Batatas fritas
  - Queques (bolinho)
  - Rosquinhas furadas
- Sanduíches
  - Sanduíches tostados no forno
  - Wraps
  - Sanduíche vitrificado de rosca café-da-manhã

## Expansão internacional

### No Brasil
No Brasil, a Dunkin' Donuts abriu sua primeira sede em 1980, mas acabou fechando a rede e passando os pontos para a empresa Café Donuts. Em 2014, a rede anunciou a volta ao país através da parceria com o grupo OLH e pretende abrir 65 lojas em cinco anos. Mas, neste primeiro momento, a operação ficará restrita ao Centro-Oeste, no Distrito Federal e em Goiás, região em que o grupo atua há 10 anos no mercado de fast-food.
As três primeiras lojas foram inauguradas em Brasília. No dia 9 de maio de 2015 foi inaugurada a primeira na 404 Sul, e no dia 17 de maio de 2015 foi inaugurada a outra no Park Shopping, e mais uma foi inaugurada no dia 19 de dezembro de 2015, na 214 Norte.

### Em Portugal
Em Portugal, tal como na maior parte da Europa, não há lojas físicas da Dunkin' Donuts. Embora a chegada da marca ao mercado português tenha sido anunciada em 2016, não chegou a acontecer no ano seguinte, como estava previsto, nem nos posteriores mas desde 2020, a loja em parceria com a Sonae, disponibilizou os produtos à venda nos supermercados Continente em todo o país.